# Angel Has Fallen
Angel Has Fallen (Presidente Bajo Fuego en Hispanoamérica, Agente Bajo Fuego en Colombia y México, y Objetivo: Washington D.C. en España) es una película estadounidense de suspense y acción dirigida por Ric Roman Waugh y protagonizada por Gerard Butler, Morgan Freeman, Jada Pinkett Smith, Lance Reddick, Tim Blake Nelson, Piper Perabo, Nick Nolte y Danny Huston. Es la tercera entrega película de la serie de películas Olympus Has Fallen, después de Olympus Has Fallen (2013) y London Has Fallen (2016).
La película se anunció oficialmente en octubre de 2016 y Roman Waugh fue contratado en julio de 2017. A principios de 2018 se agregaron nuevos miembros del elenco y la filmación comenzó en febrero de ese año en Bulgaria y el Reino Unido.
La película fue lanzada en los Estados Unidos el 23 de agosto de 2019 por Lionsgate. Recibió críticas mixtas de los críticos y recaudó $ 133 millones en todo el mundo. Los planes para futuras secuelas y spin-offs de televisión están en desarrollo.

## Argumento
El agente del Servicio Secreto Mike Banning (Gerard Butler) se somete a entrenamiento en las instalaciones militares privadas de Salient Global, propiedad de su amigo Wade Jennings (Danny Huston), un excompañero de los Rangers del Ejército. 
Allan Trumbull (Morgan Freeman), presidente de los Estados Unidos, recomienda a Mike Banning para el puesto de Director del Servicio Secreto para reemplazar al Director David Gentry (Lance Reddick). Banning sin embargo ha ocultado el hecho de que sufre de migrañas e insomnio y toma analgésicos para hacer frente al dolor de espalda crónico.
Mientras el presidente se encuentra en un viaje de pesca privado, un enjambre de drones armados ataca su esquema de seguridad, con solo Banning sobreviviendo al asalto mortal y salvando al presidente. Ambos hombres están incapacitados, pero Banning se recupera mientras Trumbull queda en coma. La agente especial del FBI Helen Thompson (Jada Pinkett Smith) se presenta con evidencia de que Banning puede ser responsable del ataque después de que el FBI localizase la camioneta utilizada para transportar los drones y que contiene rastros del cabello y el ADN de Banning, lo que lleva a su arresto. 
En el camino a un centro de detención, el transporte de Banning es emboscado. Él escapa después de matar a los asaltantes, revelados como empleados de Salient Global, con quienes participó en un ejercicio de entrenamiento. Banning se da cuenta de que Jennings lo traicionó y lo inculpó del intento de asesinato. Banning llama a su esposa, Leah (Piper Perabo), para hacerle saber que está vivo y decidido a exponer al verdadero perpetrador. La llamada alerta a Thompson sobre la ubicación de Banning, lo que conduce a una persecución de automóviles por parte de numerosos agentes de policía. Sin embargo, Banning logra escapar a la cabaña de su padre en los bosques de Virginia Occidental.
Con Trumbull todavía en estado de coma, el vicepresidente Martin Kirby (Tim Blake Nelson) es juramentado como presidente interino de los Estados Unidos. Banning y su padre, Clay (Nick Nolte), observan a los hombres de Jennings acercarse a la casa con cámaras de vigilancia. Clay detona múltiples explosivos alrededor del perímetro, matando a los posibles atacantes, mientras él y Banning escapan. Banning le revela a Clay que tiene esposa e hija. Leah y su hija están a punto de ser secuestradas por los hombres de Jennings cuando Clay los salva. Kirby revela a la prensa que Banning es responsable del intento de asesinato con el apoyo del gobierno ruso. 
Al encontrar los cuerpos de los pistoleros de Jennings alineados contra la cabaña de Clay, Thompson deduce que, después de todo, Banning pudo haber sido incriminado por Jennings. Trumbull se despierta de su coma y se revela que Kirby está secretamente confabulado con Jennings. Kirby planea tomar represalias por el "intento de asesinato" del presidente atacando a los rusos. Thompson y otro agente se encuentran con Jennings y su ayudante en un aeródromo, pero Jennings mata a ambos agentes del FBI.
Banning llega al hospital y se entrega, insistiendo en que el presidente está en grave peligro, Trumbull pide a sus hombres que Banning entre en su habitación. Banning insiste que los hombres de Jennings atacaran el hospital, pero Gentry se rehúsa a escucharlo, creyendo que él representa una amenaza para la integridad de Trumbull. Tras una fuerte discusión, Trumbull ordena su liberación. Banning lleva a Trumbull fuera del hospital con la ayuda de Gentry y otros agentes leales, ya que Jennings destruye la UCI del hospital, al aumentar el suministro de oxígeno y nitrógeno a niveles inestables, causando una explosión masiva que derrumba el hospital. 
Banning oculta a Trumbull y Gentry mientras los hombres de Jennings los persiguen. Después de un largo tiroteo, donde Banning ha escondido al presidente y a Gentry en un lugar distinto del que pensaba Jennings, Banning explota un helicóptero con un lanzagranadas antes de que Jennings pueda escapar de la azotea. Se involucran en un combate cuerpo a cuerpo que termina con Banning apuñalando mortalmente a Jennings. Banning es exonerado, mientras Trumbull y Gentry arrestan a Kirby por traición, gracias a la evidencia mantenida por Jennings como póliza de seguro y descubierta por Thompson. Clay decide vivir con Banning y su familia. Sintiéndose culpable por su fracaso para proteger a Trumbull y ocultando sus dolencias, Banning ofrece su renuncia, pero Trumbull lo perdona y le ofrece a Banning el ascenso a Director del Servicio Secreto, lo cual acepta con orgullo.

## Reparto
- Gerard Butler como Mike Banning.
- Morgan Freeman como Presidente Allan Trumbull.
- Danny Huston como Wade Jennings.[3]
- Michael Landes como Sam Wilcox, Jefe de Gabinete de la Casa Blanca[4]
- Tim Blake Nelson como Vicepresidente Martin Kirby.[5]
- Nick Nolte como Clay Banning.[6]
- Piper Perabo como Leah Banning.[7]
- Jada Pinkett Smith como Helen Thompson.[8]
- Lance Reddick como el Director del Servicio Secreto Gentry.[9]
- Mark Arnold como James Haskell.
- Chris Browning como Militia Man.
- Frederick Schmidt como Travis Cole.
- Joseph Millson como Ramirez.
- Ori Pfeffer como Agente Murphy.

## Producción
El 28 de octubre de 2016, se anunció que se estaba desarrollando una secuela titulada Angel Has Fallen, con Gerard Butler retomando su papel, y una vez más actuando como productor de la película.
El 25 de julio de 2017, se anunció a Ric Roman Waugh como director de Angel Has Fallen. El 10 de enero de 2018, Holt McCallany se unió al reparto como Wade Jennings, un exmilitar al frente de una compañía de tecnología. El 18 de enero de 2018, se confirmó que Jada Pinkett Smith y Tim Blake Nelson aparecerían en Angel Has Fallen y el rodaje de la misma comenzaría el 7 de febrero de 2018. El 13 de febrero de 2018, Piper Perabo se unió al reparto. El 12 de marzo de 2018, Lance Reddick se unió a la película como el Director del Servicio Secreto Gentry. El 21 de marzo de 2018, Michael Landes se incorporó para interpretar al Jefe de Gabinete de la Casa Blanca, Sam Wilcox. El 22 de enero de 2019, David Buckley fue anunciado como el compositor de la película, reemplazando a Trevor Morris, quien compuso la música de las 2 películas anteriores.
Angel Has Fallen se comenzó a rodar en Virginia Water Lake. Holt McCallany tuvo que abandonar su papel en Angel Has Fallen debido a conflictos de agenda con el programa Mindhunter.

## Estreno
La película fue estrenada el 23 de agosto de 2019.

## Recepción

### Taquilla
Angel Has Fallen recaudó $69 millones en los Estados Unidos y Canadá, y $64.3 millones en otros territorios, para un total mundial de $133.4 millones.
En los Estados Unidos y Canadá, se proyectó que la película recaudaría entre 13 y 15 millones de dólares brutos de 3.286 cines en su primer fin de semana. Ganó $ 7.9 millones en su primer día. Esto incluyó $1.5 millones de los avances de la noche del jueves, el más alto de la serie. Luego debutó con $21.3 millones, terminando primero y con un rendimiento superior. Fue la primera vez de Butler en la cima de la taquilla desde 300 (2007), y estuvo justo debajo de la apertura de London Has Fallen ($21.6 millones). La película permaneció en primer lugar el siguiente fin de semana, recaudando $11.8 millones, así como $3 millones en el Día del Trabajo. La película finalmente fue destronada en su tercer fin de semana, recaudando $6 millones y terminando en segundo lugar, detrás del recién llegado It Capítulo Dos.

### Crítica
En Rotten Tomatoes, la película tiene una calificación de aprobación del 39% basada en 172 reseñas, con una calificación promedio de 4.97/10. El consenso crítico del sitio web dice: "Cortado de la misma tela áspera que sus predecesores, Angel Has Fallen completa una trilogía de acción mayormente olvidable de una manera apropiadamente mediocre". En Metacritic, la película tiene una puntuación promedio ponderada de 45 de 100, basado en 32 críticos, que indican "reseñas mixtas o promedio". El público encuestado por CinemaScore le dio a la película una calificación promedio de "A–" en una escala de A + a F, la misma puntuación obtenida por sus predecesores, mientras que en PostTrak le dio un promedio de 4.5 de 5 estrellas y un 64% de "recomendación definitiva".
Todd McCarthy, de The Hollywood Reporter, escribió que la película "puede no ser apreciablemente mejor que las dos primeras entregas ... pero en realidad es más divertida, en primer lugar debido a un giro enormemente divertido de Nick Nolte como el excéntrico veterano de Vietnam de Gerard Butler, viejo padre de focha". Ignatiy Vishnevetsky de The A.V. Club le dio a la película un grado C, y la calificó como una "mejora dramática", aunque criticaba las secuencias de acción, diciendo: "todos son víctimas de tener demasiadas ediciones repetitivas y poca energía cinética, un problema que no hay mucha cantidad en pantalla la potencia de fuego, los restos retorcidos o los ángulos de cámara fuera de lo común pueden resolver". David Ehrlich de IndieWire le dio a la película una "D +", especificando que "[con] Nolte como su padre loco, la franquicia de acción mediocre de Gerard Butler y su mediocre acento estadounidense encuentran una conclusión mediocre".

## Futuro
En noviembre de 2019, el productor de la serie Alan Siegel anunció planes para una cuarta, quinta y sexta película, así como productos derivados de la televisión en el idioma local que se vincularían con las funciones teatrales.